# Сонячний
Со́нячний (крим. Sonâçnıy) — селище в Україні, у Бахчисарайському районі Автономної Республіки Крим.
Підпорядковане Андріївській сільській раді. Розташоване за 6 км на північ від центру сільської ради. Дворів — 680, населення становить 1 740 осіб.
Відстань від райцентру становить 19 кілометрів по прямій.
Утворене у 1962 році у зв'язку з будівництвом Качинського винзаводу.
З 1987 року у складі Андріївської сільради.